# Bù Đăng
Bù Đăng là một huyện cũ thuộc tỉnh Bình Phước cũ, Việt Nam. 
Huyện lị là thị trấn Đức Phong.
Trong huyện Bù Đăng có sóc Bom Bo nổi tiếng của người Xtiêng, được nhắc tới trong bài hát nổi tiếng Tiếng chày trên sóc Bom Bo.

## Địa lý
Huyện Bù Đăng là huyện có diện tích lớn nhất tỉnh Bình Phước với diện tích 1.501 km2, nằm ở tọa độ 106085’ đến 107067’ kinh đông, có vị trí địa lý:
- Phía đông giáp huyện Đắk R'lấp, tỉnh Đắk Nông và huyện Đạ Huoai, tỉnh Lâm Đồng
- Phía tây giáp huyện Bù Gia Mập, huyện Phú Riềng, huyện Đồng Phú và thị xã Phước Long
- Phía nam giáp huyện Tân Phú và huyện Vĩnh Cửu thuộc tỉnh Đồng Nai
- Phía bắc giáp huyện Tuy Đức, tỉnh Đắk Nông.[2]

Bù Đăng có địa hình trung du miền núi, là huyện có địa hình dốc đất bị chia cắt mạnh mẽ nhất tỉnh Bình Phước và vùng Đông Nam Bộ, phía bắc và đông bắc khu vực tiếp giáp với Tây Nguyên là vùng cao nguyên thấp với độ cao từ 300-400m, về phía nam và tây nam là vùng đồi thấp hơn độ cao dạo động từ 150-300m.

## Lịch sử
Huyện Bù Đăng vốn là quận Đức Phong của tỉnh Phước Long, được thành lập năm 1956. Quận Đức Phong có 2 tổng 3 xã, quận lỵ đặt tại xã Bù Đăng, tổng Bù Đăng.
Năm 1976, quận Đức Phong trở thành huyện Bù Đăng thuộc tỉnh Sông Bé.
Năm 1977, huyện Bù Đăng cùng với 2 huyện Phước Bình và Bù Đốp nhập lại thành huyện Phước Long.
Tháng 11 năm 1988, huyện Bù Đăng được tái lập do tách ra từ huyện Phước Long.
Khi tách ra, huyện Bù Đăng gồm 7 xã: Đak Nhau, Đoàn Kết, Đồng Nai, Minh Hưng, Nghĩa Trung, Thọ Sơn và Thống Nhất.
Ngày 5 tháng 12 năm 1991, thành lập xã Đức Liễu trên cơ sở điều chỉnh địa giới hành chính xã Nghĩa Trung.
Ngày 1 tháng 8 năm 1994, Ban tổ chức Chính phủ ban hành Nghị định số 74-CP. Theo đó: 
- Thành lập thị trấn Đức Phong (thị trấn huyện lỵ huyện Bù Đăng) trên cơ sở điều chỉnh địa giới hành chính xã Đoàn Kết.
- Thành lập xã Đăng Hà trên cơ sở điều chỉnh địa giới xã Thống Nhất.

Ngày 6 tháng 11 năm 1996, tỉnh Bình Phước được tái lập từ tỉnh Sông Bé, huyện Bù Đăng thuộc tỉnh Bình Phước.
Ngày 26 tháng 12 năm 1997, thành lập xã Bom Bo trên cơ sở 6.280 ha diện tích tự nhiên với 1.358 nhân khẩu của xã Đak Nhau và 6.400 ha diện tích tự nhiên với 2.010 nhân khẩu của xã Minh Hưng.
Ngày 5 tháng 4 năm 2002, thành lập xã Phước Sơn trên cơ sở 5.500 ha diện tích tự nhiên với 1.690 nhân khẩu của xã Đoàn Kết và 4.800 ha diện tích tự nhiên với 3.151 nhân khẩu của xã Thống Nhất.
Ngày 16 tháng 5 năm 2005, thành lập xã Phú Sơn trên cơ sở 12.042 ha diện tích tự nhiên và 4.794 nhân khẩu của xã Thọ Sơn.
Ngày 28 tháng 7 năm 2007, thành lập xã Nghĩa Bình thuộc huyện Bù Đăng trên cơ sở điều chỉnh 4.818 ha diện tích tự nhiên và 5.139 nhân khẩu của xã Nghĩa Trung.
Ngày 11 tháng 3 năm 2008, thành lập xã Bình Minh trên cơ sở điều chỉnh 13.286,34 ha diện tích tự nhiên và 11.201 nhân khẩu của xã Bom Bo.
Ngày 10 tháng 4 năm 2009, thành lập xã Đường 10 trên cơ sở điều chỉnh 8.837 ha diện tích đất tự nhiên và 6.239 người của xã Đắk Nhau.
Ngày 12 tháng 6 năm 2025, Ủy ban Thường vụ Quốc hội ban hành Nghị quyết số 202/2025/QH15 về việc sắp xếp đơn vị hành chính cấp tỉnh. Theo đó, tỉnh Bình Phước được sáp nhập vào tỉnh Đồng Nai, huyện Bù Đăng thuộc tỉnh Đồng Nai.
Ngày 16 tháng 6 năm 2025, Ủy ban Thường vụ Quốc hội ban hành Nghị quyết số 1662/NQ-UBTVQH15 về việc sắp xếp các đơn vị hành chính cấp xã của tỉnh Đồng Nai năm 2025. Theo đó:
- Sáp nhập xã Đăng Hà và xã Thống Nhất vào xã Phước Sơn.
- Sáp nhập xã Đức Liễu và xã Nghĩa Bình vào xã Nghĩa Trung.
- Thành lập xã Bù Đăng từ thị trấn Đức Phong, xã Đoàn Kết và xã Minh Hưng.
- Sáp nhập xã Phú Sơn và xã Đồng Nai vào xã Thọ Sơn.
- Sáp nhập xã Đức Liễu và xã Nghĩa Bình vào xã Nghĩa Trung.
- Sáp nhập xã Đường 10 vào xã Đăk Nhau.
- Sáp nhập xã Bình Minh vào xã Bom Bo.

Ngày 1 tháng 7 năm 2025, theo nghị quyết 203/2025/QH15 của Quốc hội về việc sửa đổi Hiến pháp 2013, huyện Bù Đăng chính thức được giải thể.

## Hành chính
Huyện Bù Đăng có 16 đơn vị hành chính cấp xã trực thuộc, bao gồm thị trấn Đức Phong và 15 xã: Bình Minh, Bom Bo, Đak Nhau, Đoàn Kết, Đăng Hà, Đồng Nai, Đức Liễu, Đường 10, Minh Hưng, Nghĩa Bình, Nghĩa Trung, Phú Sơn, Phước Sơn, Thọ Sơn, Thống Nhất.

## Hình ảnh

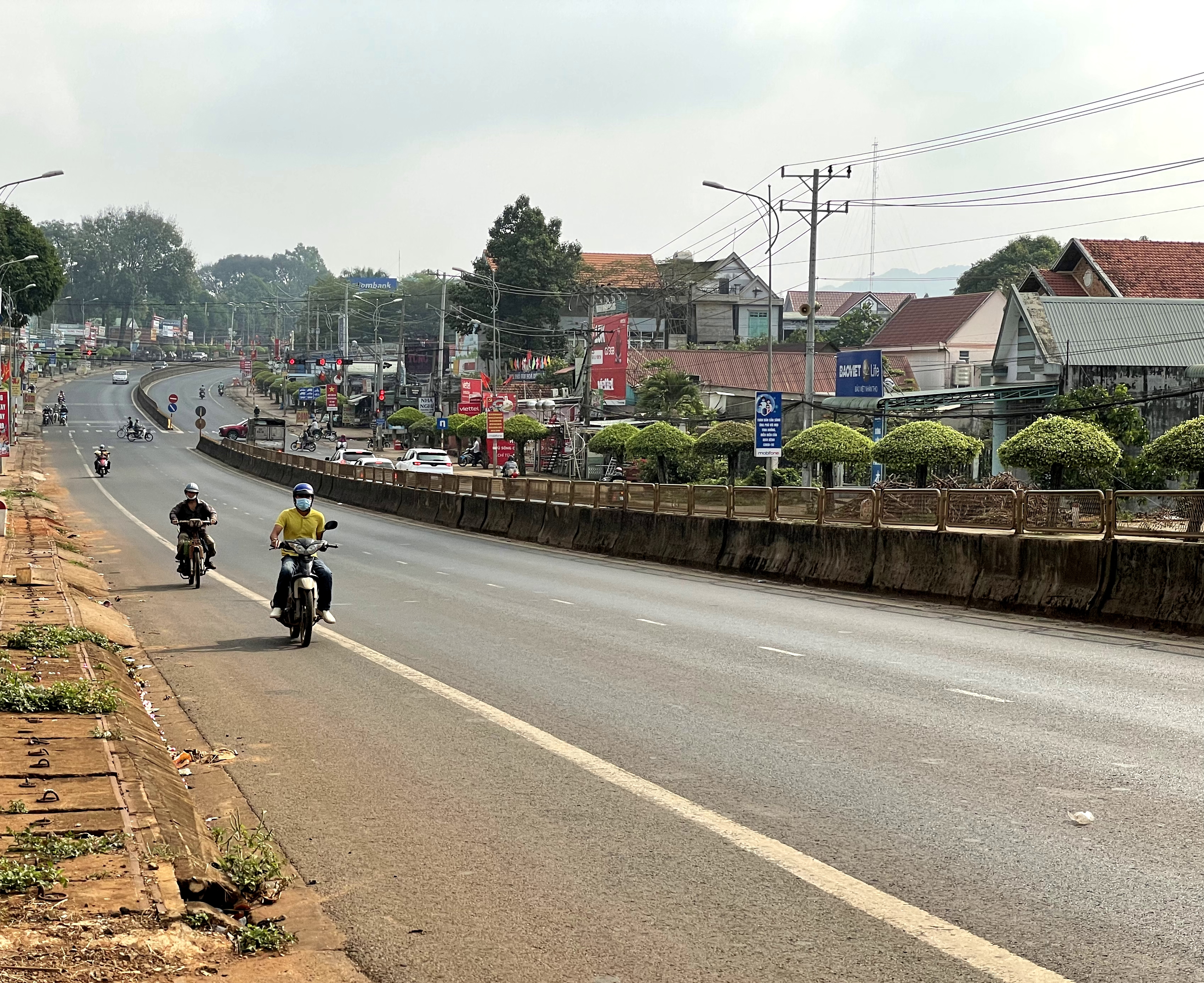
Quốc lộ 14 đoạn chạy qua Bù Đăng
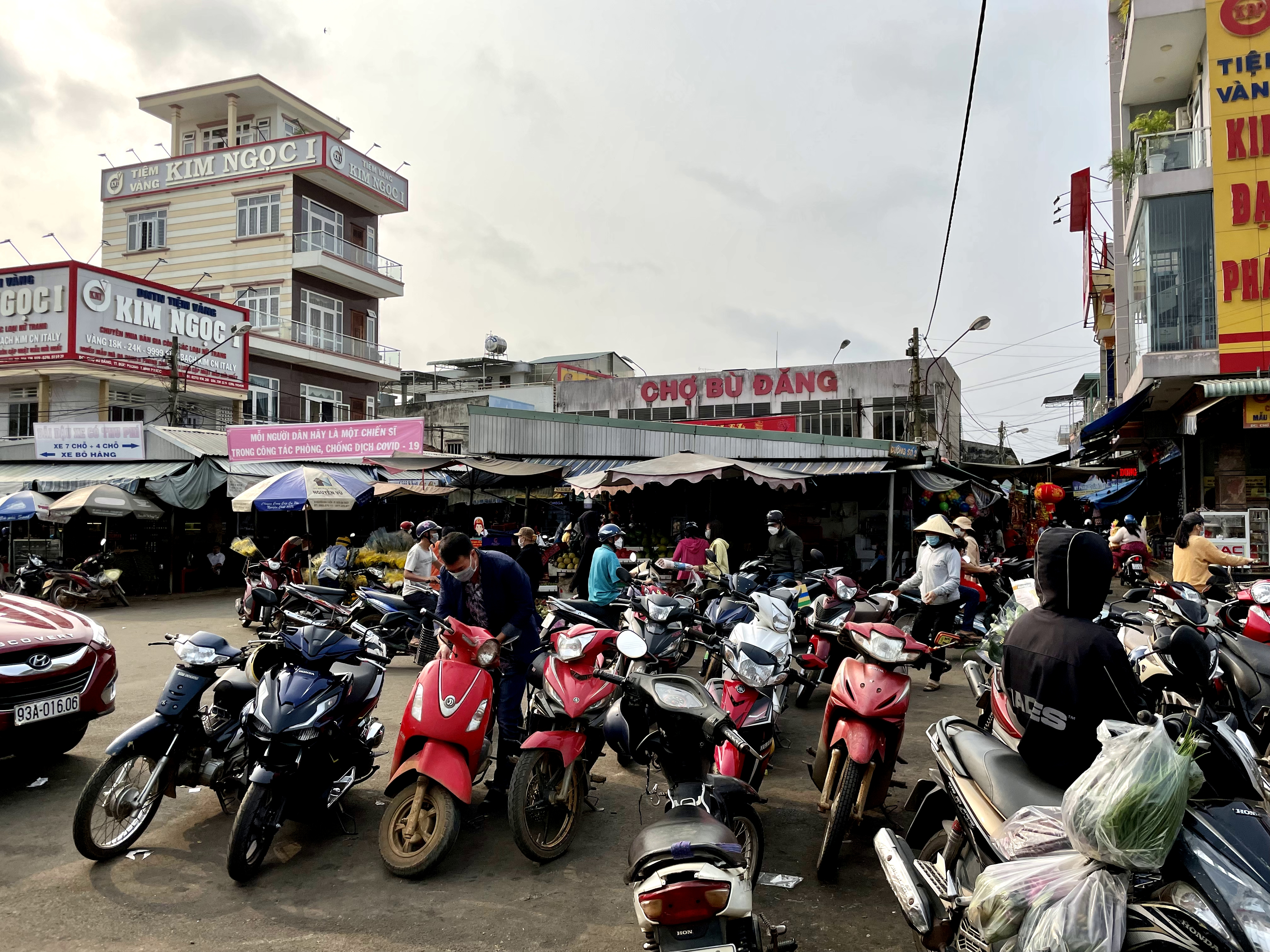
Chợ Bù Đăng
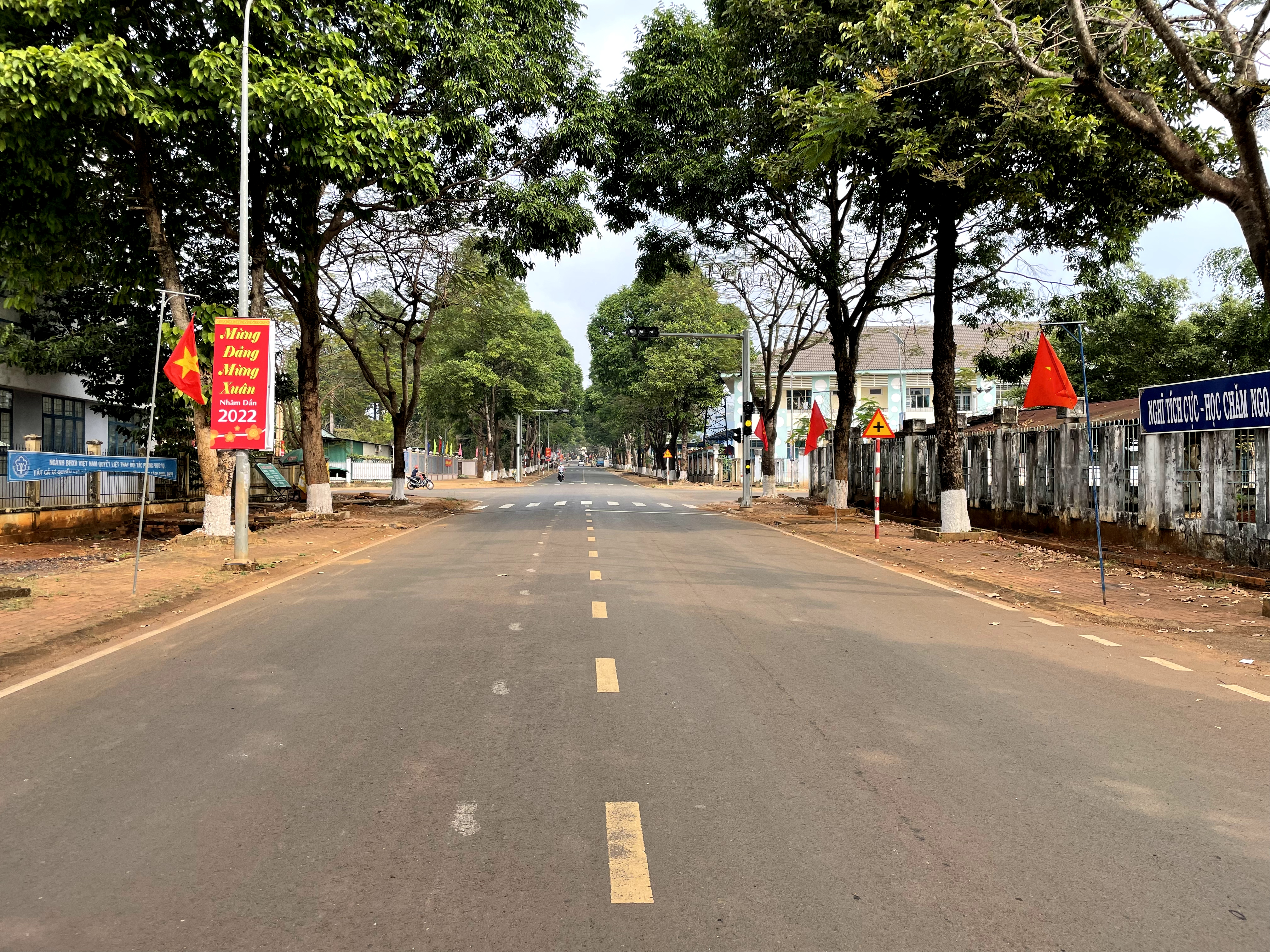
Một đường nhánh trong thị trấn Đức Phong
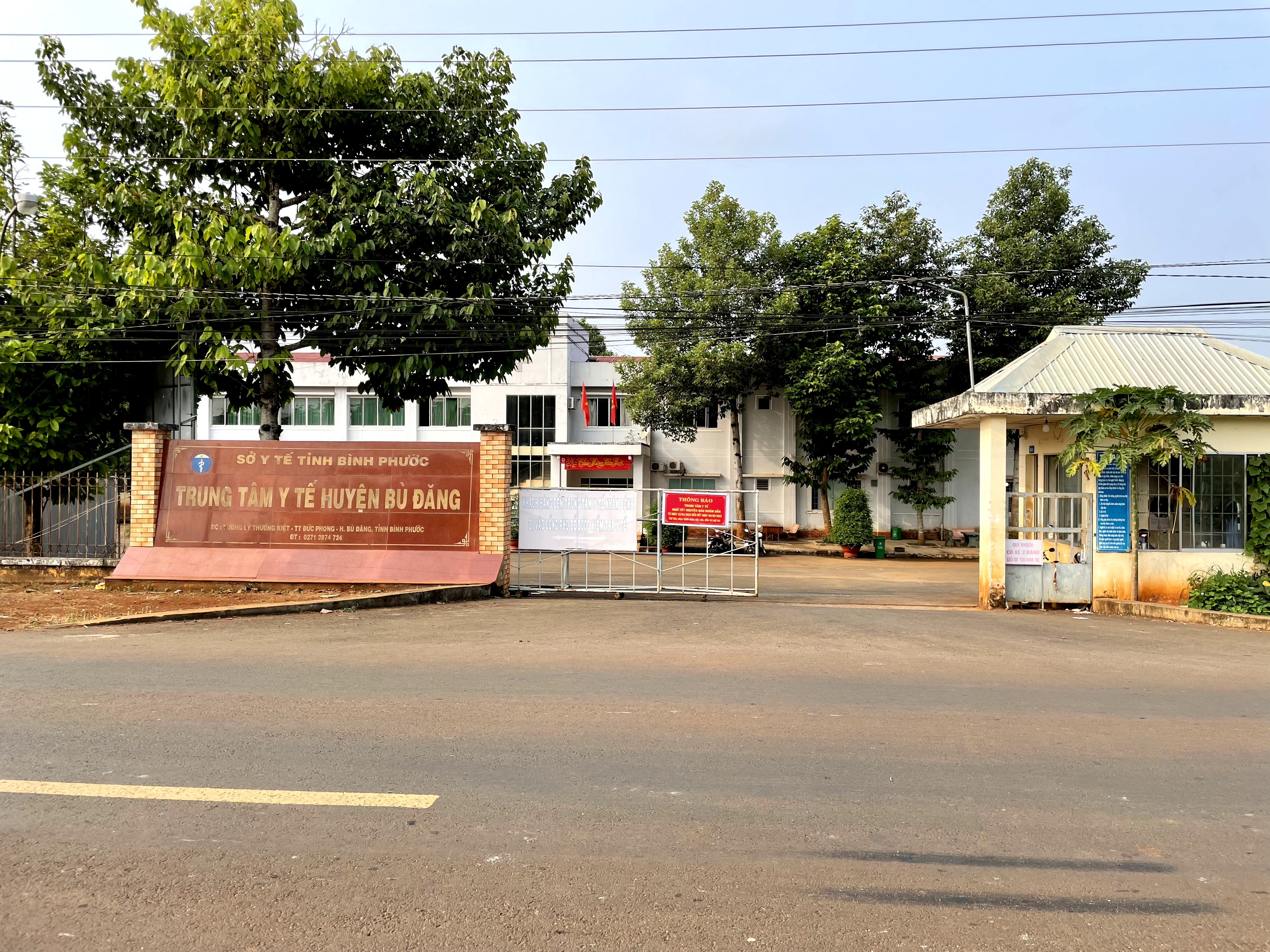
Trung tâm Y tế huyện Bù Đăng
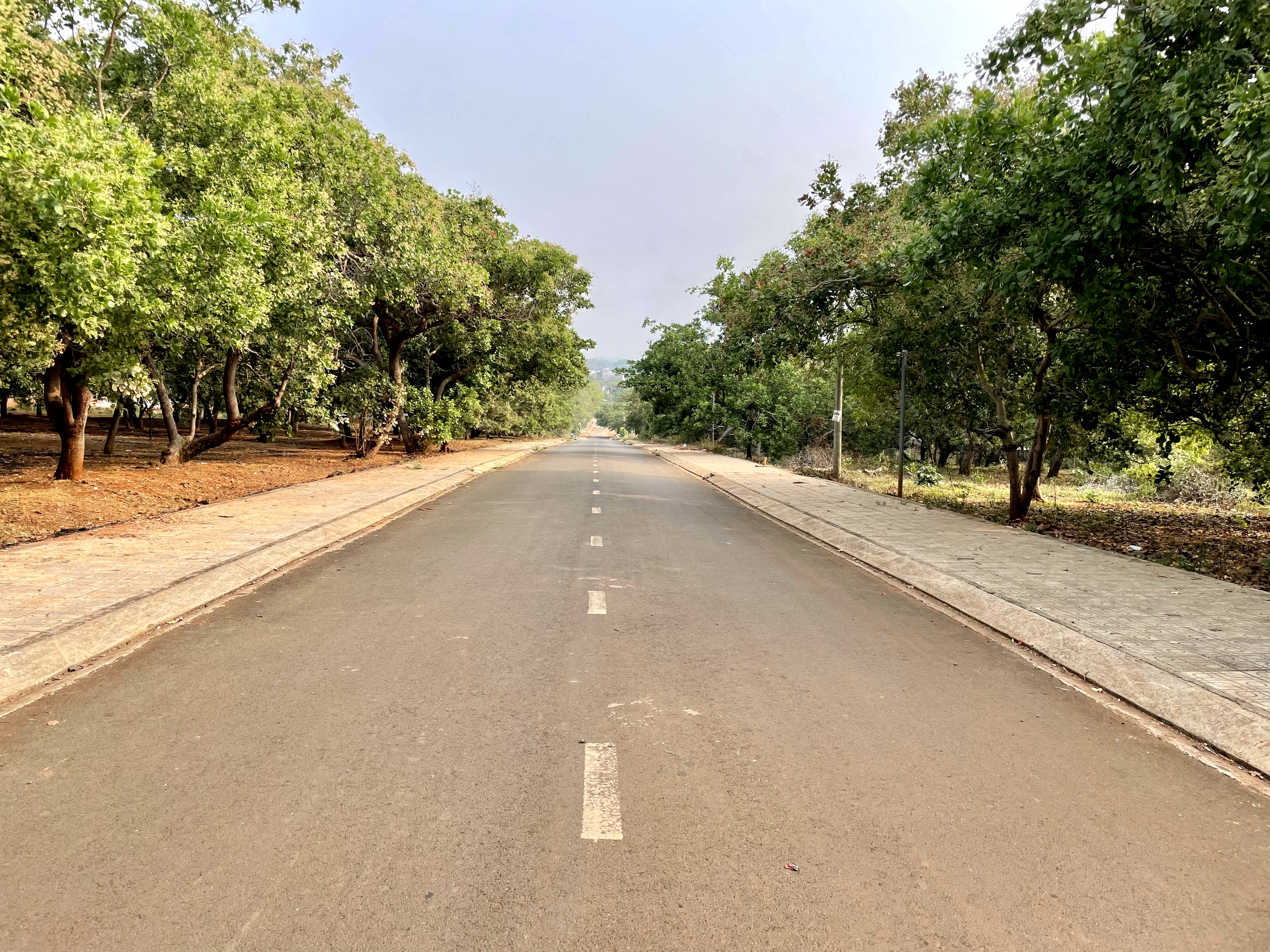
Một tuyến đường chạy giữa vườn điều ở Bù Đăng